# دا (اوری)
دا شهری در شهرستان کودوگو در استان باله در بورکینافاسوی جنوبی است و جمعیت آن ۱۸۲۵ نفر است.